# Dreieinigkeitskirche (Dettelbach)

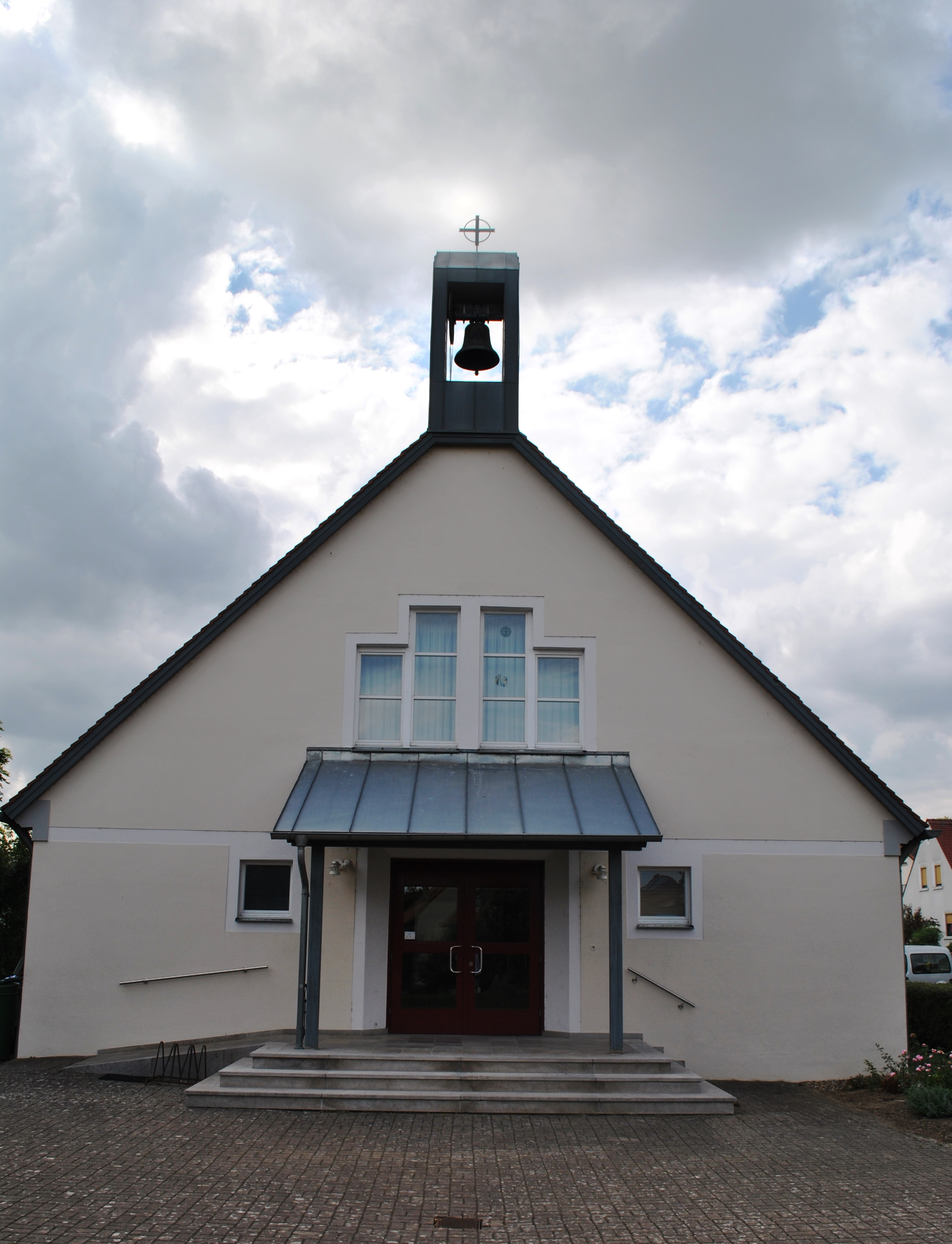
Die Kirche in Dettelbach

Die Dreieinigkeitskirche (ⓘ) in der unterfränkischen Stadt Dettelbach ist das Gotteshaus der evangelischen Gemeinde. Sie liegt an der Weingartenstraße inmitten der Neubausiedlung der Kleinstadt. Die Kirche ist Teil des Evangelisch-Lutherischen Dekanats Kitzingen.

## Geschichte
Bereits im 16. Jahrhundert sind in Dettelbach Protestanten nachgewiesen. In einem Visitationsbericht des Jahres 1576 wird die Bevölkerung als vom Katholizismus abgefallen beschrieben. Im Jahr 1584 besuchte nur noch der Stadtrat die Fronleichnamsprozession. Daraufhin ließ der Würzburger Bischof Julius Echter von Mespelbrunn einige Bürger einsperren und schickte den Prediger Gerhard Phyen in die Amtsstadt. In der Folge dieser Maßnahmen wanderten ungefähr 70 Familien aus. Viele von ihnen gingen nach Schernau.
Mit dem Dreißigjährigen Krieg kamen im Jahr 1631 die protestantischen Schweden unter König Gustav Adolf nach Dettelbach. Die Stadt wurde sogar zeitweise Sitz des Königs. Nach dem Ende des Krieges wurden die lutherischen Bürger der Stadt verwiesen. Erst im 20. Jahrhundert siedelten sich vermehrt Protestanten in den Neubaugebieten der Stadt an. Im Jahr 1991 wurde die Dreieinigkeitskirche gebaut, im Jahr 1992 konnte sie eingeweiht werden.

## Architektur und Ausstattung
Die Kirche ist ein geosteter Saalbau mit einem hohen Satteldach. Auf der Ostseite ist ein Dachreiter mit einer kleinen Glocke angebracht. Eine Besonderheit stellt der offene dreieckige Dachgiebel dar. Die Ausstattung, überwiegend aus Holz, kam zur Zeit der Erbauung in die Kirche. Innen ist eine Empore rundum angebracht. Im Jahr 2010 wurden Glasfenster von Johannes Schreiber eingebaut, die mit der sogenannten Fusing-Technik bemalt sind.